# Temporada del 2012 de pilota valenciana
Heus ací un resum de les principals competicions de Pilota valenciana jugades íntegrament o acabades l'any 2012.

## Professionals

### Escala i corda
| Competició                            | Campió                      | Subcampió                              |
| ------------------------------------- | --------------------------- | -------------------------------------- |
| Circuit Bancaixa                      | Álvaro, Salva i Herrera     | Fageca, Javi i Tino                    |
| Individual                            | Soro III                    | Santi                                  |
| Copa Diputació                        | Puchol II, Javi i Herrera   | Santi II, Jesús i Tomàs II             |
| Trofeu Diputació de Castelló          | Soro III, Fèlix i Santi     | Álvaro, Dani i Hèctor                  |
| Màsters Ciutat de València            | Genovés II i Dani           | Álvaro i Jesús                         |
| Trofeu Ciutat de Dénia                | Puchol II, Tato i Tomàs II  | León i Dani                            |
| Trofeu Ciutat de Llíria               | León i Dani                 | Santi II, Javi i Tino                  |
| Trofeu Hnos. Viel                     | Soro III, Pere i Carlos II  | Adrián I, Javi i Monrabal              |
| Trofeu Mancomunitat de la Ribera Alta | Puchol II i Dani            | Hèctor Coll Sebastià, Javi i Tomàs II  |
| Trofeu Nadal de Benidorm              | Puchol II, Santi i Tomàs II | Genovés II i Dani                      |
| Trofeu Universitat de València        | Soro III i Dani             | Álvaro, Jesús i Tomàs II               |
| Trofeu Vidal                          | Álvaro i Javi               | Hèctor Coll Sebastià, Fèlix i Tomàs II |
| Trofeu Superdeporte                   | Soro III i Hèctor           | Puchol II i Javi                       |
| Trofeu Caixa-Rural de Vila-real       | Soro III i Dani             | León, Fèlix i Santi                    |
| Trofeu Tio Pena de Massamagrell       | Soro III i Javi             | Adrián I, Jesús i Hèctor               |

### Frontó
| Competició                                   | Campió              | Subcampió      |
| -------------------------------------------- | ------------------- | -------------- |
| Trofeu President de la Diputació de València | Puchol II i Montesa | Álvaro i Jesús |

### Galotxa
| Competició       | Campió                  | Subcampió            |
| ---------------- | ----------------------- | -------------------- |
| Trofeu Moscatell | Marcos, Raúl i Tomàs II | Fageca, Fèlix i Tino |

### Raspall
| Competició                            | Campió                       | Subcampió                    |
| ------------------------------------- | ---------------------------- | ---------------------------- |
| Individual                            | Waldo                        | Coeter II                    |
| Campionat per equips                  | Waldo i Sanchis              | Moltó, Alberto i Leandro III |
| Trofeu Gregori Maians                 | Waldo i Sanchis              | Virgi, Moro i Leandro III    |
| Mancomunitat de municipis de la Safor | Ricard, Miravalles i Sanchis | Moltó i Alberto              |

## Aficionats

### Escala i corda
| Competició          | Campió | Subcampió |
| ------------------- | ------ | --------- |
| Lliga Caixa Popular |        |           |

### Frontó
| Competició | Campió                                      | Subcampió                          |
| ---------- | ------------------------------------------- | ---------------------------------- |
| Individual | Pasqual II                                  | Adrián II                          |
| Parelles   | Adrián III i Morales Equip: Quart de Poblet | Enrique i Adrián II Equip: Museros |

### Galotxa
| Competició       | Campió                     | Subcampió                    |
| ---------------- | -------------------------- | ---------------------------- |
| El Corte Inglés  | Electrofassar Massalfassar | Gima-Kiwa Quart de les Valls |
| Interpobles      | Electrofassar Massalfassar | Ajuntament de Beniparrell    |
| Supercopa        | Ovocity-Marquesat d'Alfarp | Ajuntament de Beniparrell    |
| Copa Generalitat | Ovocity-Marquesat d'Alfarp | Ferros Vilamarxant           |
| Individual       | Roberto de Beniparrell     | Moro de Massalfassar         |

### Llargues
| Competició                 | Campió | Subcampió |
| -------------------------- | ------ | --------- |
| Lliga a Llargues d'Alacant | Tibi   | Parcent   |

#### Palma
| Competició    | Campió | Subcampió |
| ------------- | ------ | --------- |
| Lliga a Palma | Sella  | Benidorm  |

### Perxa
| Competició    | Campió | Subcampió   |
| ------------- | ------ | ----------- |
| Lliga a Perxa | Tibi   | Benimagrell |

### Raspall
| Competició                                  | Campió | Subcampió |
| ------------------------------------------- | ------ | --------- |
| Campionat Autonòmic de Raspall per parelles | Bicorp | Benigànim |
| Campionat Autonòmic de Raspall per trios    | Bicorp | Alzira    |

| Precedit per: Temporada del 2011 de pilota valenciana | Temporada del 2012 de pilota valenciana 2012 | Succeït per: Temporada del 2013 de pilota valenciana |